# Peter Cetera (musikalbum)
Peter Cetera är det första självbetitlade studioalbumet av Peter Cetera.

## Låtförteckning
1. "Livin' In The Limelight" – 4:22
2. "I Can Feel It" (Cetera, Fataar, Wilson) – 3:11
3. "How Many Times" – 4:23
4. "Holy Moly" – 4:27
5. "Mona Mona" – 3:21
6. "On The Line" – 4:03
7. "Not Afraid To Cry" – 3:29
8. "Evil Eye" – 2:36
9. "Practical Man" – 3:53
10. "Ivy Covered Walls" – 3:57